# Zbrozhkivka
Zbrozhikivha  (ucraniano: Зброжківка) es una localidad del Raión de Berezivka en el Óblast de Odesa de Ucrania. Según el censo de 2001, tiene una población de 368 habitantes.